# 丹羽清
丹羽 清（にわ きよし、1947年5月7日 - ）は、日本の陸上競技選手である。
1968年メキシコシティーオリンピックで男子棒高跳に出場した。

## 参照資料
1. ↑  “Kiyoshi Niwa Olympic Results”.  Sports Reference LLC. 2020年4月17日時点のオリジナルよりアーカイブ。2018年1月4日閲覧。